# Astrid Young
Astrid Young (* 16. srpna 1962) je kanadská zpěvačka. Je dcerou novináře a spisovatele Scotta Younga a jeho druhé manželky Astrid Carlson. Přes otce je poloviční sestrou hudebníka Neila Younga. Ten jí, když jí bylo kolem patnácti, daroval první kytarový zesilovač. V osmdesátých letech stála v čele metalové kapely Sacred Child, s níž vydala jednu desku. Zpívala doprovodné vokály na několika albech svého bratra, včetně Harvest Moon (1992) a Are You Passionate? (2002), a rovněž jej doprovázela při koncertech. Během své kariéry rovněž vydala několik sólových nahrávek a spolupracovala s dalšími hudebníky, mezi něž patří například Ad Vanderveen a Lee Harvey Osmond. Roku 2003 přispěla coververzí písně „Modern Love“ od Davida Bowieho na tributní album Spiders from Venus. Rovněž nahrála svou verzi bratrovy písně „Sleeps with Angels“, která vyšla na tributní desce Borrowed Tunes II. Její vlastní album, které vyšlo roku 2014 pod názvem One Night at Giant Rock, začalo vznikat již o devět let dříve pod produkčním dohledem Boba Lanoise.

## Sólová diskografie
- Brainflower (1995)
- Matinee (2002)
- One Night at Giant Rock (2014)